# Yeongtong-gu
Yeongtong-gu är ett av de fyra stadsdistrikten (gu) i staden Suwon i provinsen Gyeonggi i den nordvästra delen av Sydkorea, 30 km söder om huvudstaden Seoul. Vid utgången av 2020 hade distriktet 375 812 invånare.

## Administrativ indelning
Distriktet är indelat i tolv administrativa stadsdelar:
Gwanggyo 1-dong,
Gwanggyo 2-dong,
Maetan 1-dong,
Maetan 2-dong,
Maetan 3-dong,
Maetan 4-dong,
Mangpo-1-dong,
Mangpo-2-dong,
Woncheon-dong,
Yeongtong 1-dong,
Yeongtong 2-dong och
Yeongtong 3-dong.